# آش بی‌بی سه‌شنبه
آش بی بی سه شنبه یکی از آش‌های رایج در شهر نراق است که بیشتر جنبه نذری دارد و در سر سفرهٔ بی‌بی سه‌شنبه می‌گذارند و حاجت می‌گیرند.
سفره بی‌بی سه شنبه سفره‌ای فقیرانه که وسائل را با تهیه از هفت خانه که فاطمه نام در آنها باشد تهیه می‌کنند. این سفره برای گرفتن حاجات مهم نذر می‌شود. برگزاری آن به این ترتیب است که سه سه شنبه می‌باید این سفره پهن شود. دو عدد آن قبل از برآوردن شدن حاجت و سومی بعد از برآورده شدن پهن می‌شود. با آردی که از خانه‌های یاد شده گرفته‌اند حلوای کم رنگی پخته شده و در بشقاب می‌گذارند. در کنار آن بشقاب‌ها که در سفره گذاشته می‌شود مقداری هم نان گذاشته می‌شود. بر سر این سفره دعایی مانند دعای توسل خوانده می‌شود.
مواد اولیه این آش شامل سبزی آش، نخود، عدس، لوبیا، کشک، سیر داغ، پیاز داغ، ادویه، رشته آش و کوفته ریزه‌است.